# Opowieść skrzydlatego wiatru
Opowieść skrzydlatego wiatru (org. Windwalker) – amerykański western, film przygodowy z 1980 roku. Reżyserem jest Kieth Merrill, scenariusz napisał Ray Goldrup i Blain Yorgason.
Dialogi w filmie toczą się w językach Indian z Ameryki Północnej: języku plemiona Wron i plemiona Szejenów, co sprawia, że film jest unikatowy. Większość obsady filmu stanowią rdzenni Amerykanie, oprócz Trevona Howarda, który gra tytułowego bohatera, oraz Jamesa Remara, który gra głównego bohatera z młodzieńczych lat. Głos Trevona Howarda został zdubbingowany przez Jamesa Remus. Film zrealizowany został w stanie Utah w USA m.in. w górach Uinta.

## Opis fabuły
Film porusza tematykę wielu wierzeń, kultury i zwyczajów indiańskich. Stary Skrzydlaty Wiatr mówi wnukom (synów pozostałego wśród nich bliźniaków), że jego życie się kończy. W retrospekcji wydarzeń podczas ataku wrogiego plemienia Indian, dwaj bracia bliźniacy (synowie Skrzydlatego Wiatru) zostają rozdzieleni. Jego syn, Śmiejący Się Wilk, ze swoją rodziną (dwie żony, dwóch synów i córka) zawozi go na miejsce wiecznego spoczynku, gdzie ma miejsce jego pogrzeb. Następuje wtedy atak niewielkiej grupy Wron. Wśród rozbójników jest porwany sprzed laty chłopiec. Rodzina odpiera atak wroga i ucieka. Skrzydlaty Wiatr wraca do życia, aby zapobiec rozlewowi krwi między braćmi.

## Wybrane role
Brak jest pełnych danych o wszystkich aktorach występujących w filmie.
- Trevor Howard – Windwalker
- Nick Ramus – Smiling Wolf
- James Remar – młody Windwalker
- Serene Hedin – Tashina
- Dusty McCrea .- Dancing Moon
- Silvana Gallardo – Little Feather
- Emerson John – Spotted Deer
- Jason Stevens – Horse That Follows

Źródło:.